# Ilisia armillaris
Ilisia armillaris är en tvåvingeart som först beskrevs av Osten Sacken 1869.  Ilisia armillaris ingår i släktet Ilisia och familjen småharkrankar. Inga underarter finns listade i Catalogue of Life.